# 팀 로소비치
팀 로소비치(Tim Rossovich, 1946년 3월 14일 ~ 2018년 12월 6일)는 미국의 배우, 텔레비전 배우이다.
팰로앨토에서 태어났으며 그래스밸리에서 사망하였다.

## 영화
- 피스트 오브 스틸 (1991년)
- 비밀 첩보원 제로 (1990년)
- 엔젤 2 (1985년)
- 스팅 2 (1983년)
- A 특공대 - TV시리즈 (1983년)
- 뉴욕의 사랑 (1982년)
- 더 폴 가이 (1981년)
- 나이스 드림스 (1981년)
- 미인계 (1981년)
- 매그넘 P.I. (1980년)
- 롱 라이더스 (1980년)
- 메인 이벤트 (1979년)
- 꿈꾸는 낙원 (1978년)
- 미녀 삼총사 - TV 시리즈 (1976년)
- 원더 우먼 - TV 시리즈 (1975년)